# Pascal (cratère)
Pour les articles homonymes, voir Pascal.
Pascal est un cratère lunaire situé sur la face visible de la Lune. Il se trouve au sud-ouest du cratère Mouchez, au sud-est du cratère Anaxagoras, au nord du cratère Desargues, à l'ouest des cratères Poncelet et Anaximenes et à l'est du cratère Brianchon. Le  contour du cratère Pascal est très érodé et touché par de nombreux impacts de petits cratères, mais il est encore visible dans son ensemble.
En 1964, l'Union astronomique internationale a donné le nom du mathématicien français Blaise Pascal à ce cratère lunaire.

## Liens externes

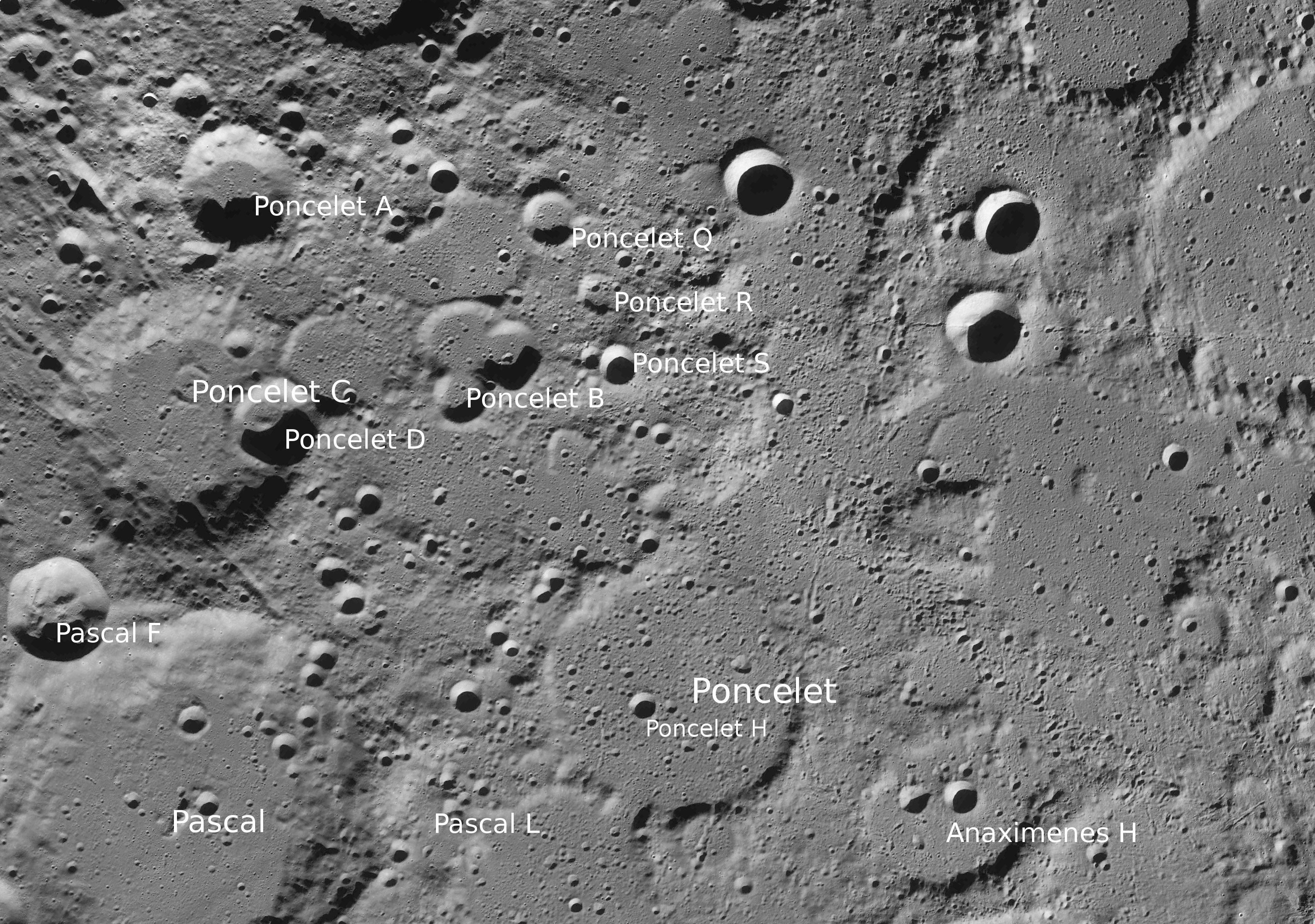
Le cratère Pascal situé à l'ouest des cratères Poncelet et Anaximenes

## Cratères satellites
Par convention, les cratères satellites sont identifiés sur les cartes lunaires en plaçant la lettre sur le côté du point central du cratère qui est le plus proche de Pascal.
| Pascal | Latitude | Longitude | Diamètre |
| ------ | -------- | --------- | -------- |
| A      | 72.9° N  | 74.6° W   | 28 km    |
| F      | 75.6° N  | 75.6° W   | 27 km    |
| G      | 73.0° N  | 65.7° W   | 14 km    |
| J      | 72.2° N  | 69.0° W   | 14 km    |
| L      | 73.8° N  | 63.0° W   | 15 km    |